# Orient Express (singolo)
Orient Express è un brano musicale interpretato da Patty Pravo, pubblicato nel 2004 dall'etichetta discografica Sony Music come singolo di punta dell'album Nic - Unic.
La canzone è stata scritta nel 2004 da Nicoletta Strambelli, Edoardo Massimi, David Gionfriddo e Claudio Clementi.
Il testo propone una fantasia trasgressiva di fronte a una donna bellissima intravista in un bar: 
"Volo con la fantasia / e sei nuda qui davanti a me / onda che cavalcherei / senza fermarmi mai: / tu sei l'Africa, / tu il sole che scalderà".

## Musicisti
- Clemente Ferrari: Co-produzione, editing, programmazione, basso, chitarre, honer clavinet
- Gianluca Vaccaro: Editing, programmazione
- David Gionfriddo: Archi
- Cristian Micalizzi: Batteria

La canzone è stata successivamente proposta nei concerti della cantante, compresi quelli del tour 2008-2009, ed è stata inserita nell'album Live Arena di Verona - Sold Out, pubblicato dopo la partecipazione della Pravo al Festival di Sanremo 2009.